# Ваккаи, Джузеппе
Джузе́ппе Вакка́и (итал. Giuseppe Vaccaj;  21 августа 1836, Пезаро — 2 октября 1912, Пезаро, Марке) — итальянский живописец, художник-пейзажист, политик, депутат и сенатор Королевства Италия и мэр Пезаро.

## Биография

Пейзаж

Родился 21 августа 1836 года в Пезаро. Сын композитора Николы Ваккаи. 
В 1853—1857 годах изучал юриспруденцию и право сначала в Урбино, затем в Пезаро и Риме в университете Сапиенца. 
Обучался живописи в школе Карло Гавардини и Жана Ашиля Бенувиля. 
В сентябре 1860 года, когда пьемонтская армия оккупировала Умбрию и Марке, он переехал в Пезаро, где был назначен членом призывной комиссии по формированию национальной гвардии.
С 1878 по 1885 год и в 1898 году он был мэром города Пезаро.
В 1885 году избран членом парламента от монархически-либеральной партии. В 1892 году его семья пострадала от взрыва бомбы в Пезаро, что определило его решение уйти из политики. 
14 июня 1900 года он получил назначение на пост сенатора Королевства Италия.
На протяжении всей своей жизни, полной общественной деятельности, Ваккаи никогда не прекращал рисовать и не отказывался принимать участие или посещать национальные выставки в Милане, Турине, Венеции, Флоренции, а также международные выставки в Париже и Лондоне. Среди его любимых художественных тем: пейзажи Марке, пленэрные изображения, природа.
Скончался 2 октября 1912 года в Пезаро.